# Ґілберт Кіт Честертон
Ґі́лберт Кіт Че́стертон (англ. Gilbert Keith Chesterton; 29 травня 1874—14 червня 1936) — англійський письменник, філософ і публіцист. Автор фантастичної та детективної прози, а також поезій, п'єс, біографій, творів з християнської апологетики; літературний та мистецький критик.

## Біографія
Честертон народився 29 травня 1874 р. в Лондоні в родині житлового агента Едварда Честертона. Ґілберт був старшою дитиною: мав молодшого брата Сесіла і сестру Беатріс, що померла в ранньому дитинстві. Початкову освіту Ґілберт здобув у школі Св. Павла, після чого вступив до художньої школи Слейда; також відвідував лекції з літератури в Університетському коледжі Лондона.
Ще під час навчання у Слейді Честертон написав кілька рецензій для щомісячного видання «The Bookman», а у 1896 році покинув коледж, аби працювати у видавничій справі. Спершу був редактором у видавництвах «Redway» та «T. Fisher Unwin»; на цей період припадає також початок його кар'єри як журналіста й літературного критика. У 1899 р. Честертон почав писати для газети «The Speaker», з 1902 — для Daily News, з 1905 і решту життя веде колонку в The Illustrated London News. Стає відомим під час Другої англо-бурської війни завдяки своїм статтям на соціальну тематику. 1901 р. виходить друком перша збірка його есеїв «Захисник».
Деякий час Честертон цікавився ідеями соціалізму, але швидко розчарувався в русі і перестав ідентифікувати себе з ним. У 1900 р. відбулося знайомство Честертона з письменником та істориком Гілером Беллоком; двоє авторів стали друзями і згодом розробили теорію дистрибутизму — системи-альтернативи і соціалізму, і капіталізму.
У 1901 Честертон одружився з Френсіс Блоґ, з якою прожив до кінця життя. І дружина, і Гілер Беллок вплинули на світогляд письменника, наблизивши його до християнства. Раніше, під час навчання в Слейді, Честертон пережив період захоплення окультизмом, але відкинув його після знайомства з Френсіс. 1903 р. під час дискусії з редактором журналу «The Clarion» Робертом Блетчфордом (з приводу його антирелігійної праці «Бог і мій ближній») Честертон вперше відкрито називає себе християнином. У 1909 р. виходить друком «Ортодоксія» — перша теологічна праця Честертона, де викладені основи його християнської філософії.
Цікавість і хист Честертона до мистецтва проявилися доволі рано. Він хотів стати митцем, і його літературна творчість свідчить про неабиякий талант автора втілювати абстрактні ідеї в конкретних і впізнаваних образах. Навіть його белетристиці притаманна притчевість.
Честертон був великою людиною, його зріст становив 193 сантиметри і важив він близько 130 кілограмів. Честертон часто жартував зі своїх габаритів:
|  | Під час Першої світової війни дівчина в Лондоні запитала його, чому він не на фронті; Честертон відповів: «Якщо ви обійдете навколо мене, то побачите, що я там». |

В іншому випадку він розмовляв зі своїм другом Бернардом Шоу.
|  | «Якщо хтось подивиться на тебе, то подумає, що в Англії був голод.» Шоу відповів: «А якщо подивляться на тебе, то подумають, що ти його влаштував». |

Одного разу при дуже сильному шумі Сер Пелем Ґренвіль Вудгауз сказав: 
|  | «Неначе Честертон упав на бляшаний лист». |

Честертон часто забував, куди повинен був піти, пропускав свої поїзди. Кілька разів він писав дружині телеграми на кшталт: «Я на Маркет Гарборо. Де я маю бути?», на що та відповідала: «Вдома». Завдяки цим випадкам, а також незґрабності Честертона в дитинстві, дехто вважає, що у нього була диспраксія розвитку.
Честертон був частим учасником публічних дебатів, зокрема з Бернардом Шоу, Гербертом Велсом, Бертраном Расселом, Кларенсом Дарроу. Колись на запрошення Джеймса Баррі він разом із Бернардом Шоу взяв участь у зйомках фільму про ковбоїв, який, втім, ніколи не з'явився у прокаті.
З початком Першої світової війни здоров'я письменника погіршилося. 1914—1915 рр. він пережив тяжку хворобу і деякий час перебував у комі. Після одужання Честертон разом із дружиною відвідав Єрусалим і Рим, 1921 р. — Сполучені Штати. 1922 р. відбулося останнє велике зрушення в світогляді письменника — він перейшов з англіканства в католицизм. Наприкінці життя був висвячений в лицарі папського Ордену св. Григорія Великого.
Честертон помер 14 червня 1936 р. в Біконсфілді (графство Бакінгемшир). Проповідь на панахиді у Вестмінстерському соборі прочитав друг письменника Рональд Нокс. Похований Честертон на Біконсфілдському католицькому цвинтарі.
У 2009, 2013 та 2018 рр. були спроби беатифікації письменника з ініціативи британської Честертонівської спільноти та нортгемптонського єпископа Пітера Дойла.

## Творчість

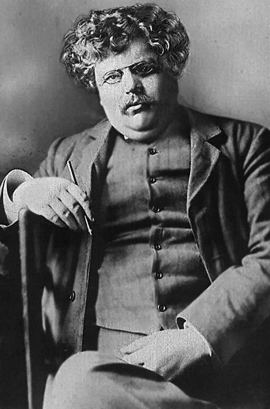
Гілберт Честертон

Доробок Честертона становить близько 80 книжок. Також він є автором кількох сотень віршів, 200 оповідань, 4000 есеїв та п'єси «Магія» (1913). Першими художніми публікаціями письменника були поетичні збірки «Сивобороді розважаються» (1900) та «Дикий лицар» (1901); іншим значущим поетичним твором є «Балада про Білого коня» (1911).
Честертон широко відомий завдяки циклам детективних оповідань про патера Брауна та Горна Фішера. Його теологічні трактати «Ортодоксія» та «Вічна людина» справили вплив, зокрема, на Дж. Р. Р. Толкіна та К. С. Льюїса.

#### Романи
- «Наполеон Нотінґ-гільський» (The Napoleon of Notting Hill, 1904)
- «Клуб дивних промислів» (The Club of Queer Trades, 1905)
- «Людина, що була Четвергом» (The Man Who Was Thursday, 1908)
- «Куля і хрест» (The Ball and The Cross, 1909)
- «Жив-чоловік» (Manalive, 1912)
- «Летючий шинок» (The Flying Inn, 1914)
- «Повернення Дон Кіхота» (The Return of Don Quixote, 1922)

#### Біографії
- «Роберт Браунінг» (Robert Browning, 1903)
- «Чарльз Дікенс» (Charles Dickens, 1906)
- «Джордж Бернард Шоу» (George Bernard Shaw, 1909)
- «Св. Франциск Ассизький» (St. Francis of Assisi, 1923)
- «Роберт Льюїс Стівенсон» (Robert Louis Stevenson, 1927)
- «Чосер» (Chaucer, 1932)
- «Св. Фома Аквінський» (St. Thomas Aquinas, 1933)

#### Збірки есеїв
- «Захисник» (The Defendant, 1901)
- «Єретики» (Heretics, 1905)

- «Що не так зі світом» (What's Wrong with the World, 1910)
- «Ось це» (The Thing, 1929)

#### Філософські трактати
- «Ортодоксія» (Orthodoxy, 1908)

- «Вічна Людина» (The Everlasting Man[en], 1925)  [Архівовано 25 липня 2011 у Wayback Machine.]
- «Контури здорового глузду» (The Outline of Sanity, 1926)

## Українські переклади
- «Летючий шинок» — видано у видавництві «Куркуль»
- «Хрест із сапфірами. Детективні історії отця Бравна» (пер. О. Мандрика, 2009, видавництво «Свічадо [Архівовано 20 вересня 2020 у Wayback Machine.]»)
- «Небесна стріла. Детективні історії отця Бравна» (пер. О. Мандрика, 2010, видавництво «Свічадо [Архівовано 21 вересня 2020 у Wayback Machine.]»)
- «Таємниці аристократів» (пер. О. Мандрика, 2010, видавництво «Свічадо [Архівовано 21 вересня 2020 у Wayback Machine.]»)
- «Дзеркало судді» (пер. О. Мандрика, 2011, видавництво «Свічадо [Архівовано 26 вересня 2020 у Wayback Machine.]»)
- «Святий Франциск Асизький» (пер. І Пилипчук, 2018, видавництво «Свічадо [Архівовано 12 серпня 2020 у Wayback Machine.]»)
- «Ортодоксія» (2019, видавництво «Свічадо [Архівовано 29 вересня 2020 у Wayback Machine.]»)|date=липень 2019 |bot=InternetArchiveBot }}
- «Смиренність отця Брауна: збірка оповідань» (2019, видавництво "Знання 2015. — 271 с. — (English Library). — Пер. з англ. Андрія Пехника та Олега Шалати.
- «Вічна людина» (пер. О. Гладкий, 2020, видавництво «Свічадо» [Архівовано 7 січня 2021 у Wayback Machine.])